# Sesión futura
Sesión Futura es el primer álbum en vivo de la banda de rock chilena, Lucybell, con el que celebró sus 10 años de existencia. Fue grabado en el Teatro Cultural 602, el 14 y 15 de agosto de 2001, en Santiago de Chile, bajo el sello Warner Music. Contiene dos canciones inéditas: «Mil caminos» y «Tu sangre». Un vídeo promocional para «Mil caminos» fue realizado con grabaciones de su gira por México y Estados Unidos.
El álbum obtuvo inicialmente el disco de oro por las ventas registradas, posteriormente recibiendo disco de platino. A los pocos meses, Lucybell lanzó el DVD del material, logrando una nominación a los premios APES de 2001 como «mejor disco en vivo».

## Lista de canciones
Todas las letras escritas por Claudio Valenzuela, toda la música compuesta por Lucybell. 
| N.º   | Título                      | Duración |  |
| 1.    | «Fui a cazar»               | 4:18     |  |
| 2.    | «Esfera»                    | 3:18     |  |
| 3.    | «Cuando respiro en tu boca» | 4:09     |  |
| 4.    | «Ten paz»                   | 4:05     |  |
| 5.    | «Viajar»                    | 4:55     |  |
| 6.    | «Rojo entero»               | 5:37     |  |
| 7.    | «Amanece»                   | 3:37     |  |
| 8.    | «Carnaval»                  | 4:54     |  |
| 9.    | «Mataz»                     | 5:15     |  |
| 10.   | «Milagro»                   | 3:17     |  |
| 11.   | «Mil caminos»               | 4:40     |  |
| 12.   | «Paraísos»                  | 3:05     |  |
| 13.   | «De sudor y ternura»        | 4:18     |  |
| 14.   | «Sembrando en el mar»       | 3:35     |  |
| 15.   | «Luces no bélicas»          | 3:50     |  |
| 16.   | «Tu sangre»                 | 3:23     |  |
| 17.   | «Mi corazón»                | 3:48     |  |
| 18.   | «Vete»                      | 4:06     |  |
| 73:31 |                             |          |  |

## Sencillos
- Mil Caminos, 2001.
- Tu Sangre, 2001.
- Mataz, 2002.